# 이라크 지상군
이라크 지상군(아랍어: القوات البرية العراقية) 또는 이라크 육군(아랍어: الجيص العراقي)은 이라크군의 지상군 구성군이다. 1958년 7월 쿠데타 전까지는 이라크 왕립 육군(Royal Iraqi Army)으로 알려졌다. 현재 사령관은 카심 무하마드 살리(Qassim Muhammad Salih) 중장이다.
현대적인 형태의 이라크군은 사실상 영국이 이라크를 강제 통치하던 전후 기간 동안 영국에 의해 처음 창설되었다. 2003년 미군의 이라크 침공 이후, 이라크군은 모든 수준에서 막대한 양의 미국 군사 지원을 받아 미국의 노선을 따라 재건되었다. 침공 직후 시작된 이라크 반란으로 인해 이라크 군대는 나중에 처음에는 반군 세력으로 설계되었다. 2010년 미군이 철수하면서 이라크군은 국가 안보에 대한 모든 책임을 맡게 됐다. 뉴욕 타임스 기사에 따르면 2004년부터 2014년 사이에 미국은 이라크 재무부에서 더 많은 금액을 지원하는 것 외에도 이라크군에 250억 달러의 훈련 및 장비를 제공했다.
육군은 반 ISIL 작전 중에 이라크 인민동원군과 광범위하게 협력했다.

## 같이 보기
- 이라크 공군
- 이라크 해군